# بولوادین
بولوادین (به ترکی استانبولی: Bolvadin) شهری است در کشور ترکیه که در استان افیون قره‌حصار واقع شده‌است. جمعیت این شهر بر اساس سرشماری سال ۲۰۰۸ میلادی ۳۰٬۷۵۴ نفر و بر اساس برآوردهای سال ۲۰۰۹ میلادی ۳۰٬۱۵۶ نفر می‌باشد.